# Métamorphoses
Métamorphoses ist das 13. Studioalbum des französischen Musikers Jean-Michel Jarre. Es ist, entgegen Jarres bisherigen überwiegend instrumentalen Alben, die erste Veröffentlichung unter Verwendung lyrischer Texte.

## Besonderheit
Jarre verzichtete in seinen früheren Veröffentlichungen auf lyrische Texte. Sprache war zwar bereits Bestandteil der Musik, z. B. als unverständliche Lautmalerei und Samples verfremdeter Wortfetzen auf dem Album Zoolook, oder als kurze Zwischensequenz für Übergänge in Konzerten, wie die Stimme der Zeit auf dem Livealbum Hong Kong, jedoch nie als wesentlicher Bestandteil in Form von lyrischem Gesang. Dies änderte sich mit Métamorphoses. Jarre kollaborierte u. a. mit Laurie Anderson, Natacha Atlas, Veronique Bossa, Dierdre Dubois, Lisa Jacobs und Ozlem Cetin und sang zudem selbst, wobei er seine Stimme mit einem Vocoder verfremdete. Die Texte erreichen keine allzu große dichterische Tiefe, und auch nicht alle Stücke verwenden lange Texte – Bells und Rendez-vous à Paris beinhalten gar nur den titelgebenden Namen als Textelement, jedoch war schon die Tatsache, dass Jarre sich auf Lyrik einließ, für viele seiner Fans ein Grund, dem Album skeptisch gegenüberzutreten. Auch die musikalische Ausrichtung orientierte sich deutlich stärker an elektronischer Tanzmusik wie Dance, Techno und Breakbeat. Als Folge blieben die Verkäufe hinter den Erwartungen zurück, wenngleich die Kritiker das Album wohlwollend aufnahmen.
Noch vor der Alben-Veröffentlichung spielte Jarre auf seinem Megakonzert The Twelve Dreams Of The Sun zur Jahrtausendwende 1999/2000 viele Stücke des Albums in Front der Pyramiden von Gizeh.

## Titelliste
- Geschrieben und arrangiert von Jean-Michel Jarre
  1. Je me souviens – 4:25 (Stimme: Laurie Anderson)
  2. C’est la Vie – 7:11 (Stimme: Natascha Atlas)
  3. Rendez-vous à Paris – 4:19
  4. Hey Gagarin – 6:20
  5. Millions of Stars – 5:41 (Stimmen: Lisa Jacobs, Veronique Bossa)
  6. Tout est bleu – 6:01
  7. Love Love Love – 4:26
  8. Bells – 3:49
  9. Miss Moon – 6:08 (Stimme: Dieirdre Dubois)
  10. Give Me a Sign – 3:49 (Stimme: Veronique Bossa)
  11. Gloria, Lonely Boy – 5:31 (Stimme: Yvan Cassard)
  12. Silhouette – 2:29 (Stimme: Ozlem Cetin)

## Wichtige Versionen
| Jahr | Ausgabeform | Medium | Land               | Label                 | Katalognummer            | Bemerkung |
| ---- | ----------- | ------ | ------------------ | --------------------- | ------------------------ | --------- |
| 2000 | Original    | CD     | Frankreich, Europa | Disques Dreyfus, EPIC | FDM 361642, EPC 496022 2 |           |
| 2004 | Original    | CD     | USA                | Disques Dreyfus       | 36164                    |           |